# Paisagem Cultural do vale de Orcom
A Paisagem Cultural do Vale de Orcom (Orkhon) estende-se pelas margens do rio Orcom, na Mongólia Central, na província de Övörkhangay, a cerca de 360 km a oeste da capital Ulã Bator. Foi declarada como Património Mundial pela UNESCO por representar a evolução das tradições pastoris nómadas durante mais de dois milénios.

## Sítios
Os principais sítios do vale são:
- Memoriais turcos do princípio do século VIII dedicados a Bilgue Cã (Mojiliã nos anais chineses) e ao seu irmão Cul Teguim (ou Culteguim), onde foram encontradas as inscrições de Orcom, que são admitidos ser os mais impressionantes monumentos dos nómadas Goturcos. Foram escavados e decifrados por arqueólogos russos entre 1889 e 1893. As inscrições, escritas em alfabeto de Orcom, são o mais antigo exemplo de escrita numa língua turca.[2][3]
- As ruínas de Car Balgas, a capital do Império Uigure do século VIII, que cobre 50 km² e que contém ruínas do palácio, de lojas, templos, mosteiros, etc.
- As ruínas da capital de Gêngis Cã, Caracórum, que pode ter sido uma influência para a construção do famoso Palácio de Xanadu.
- O Mosteiro de Erdene Zuu, o primeiro mosteiro budista estabelecido na Mongólia. Foi parcialmente destruído pelas autoridades comunistas em 1937-40.
- O Mosteiro de Tuvkhun é outro espectacular mosteiro, que foi quase todo destruído pelos comunistas.
- As ruínas do palácio mongol dos séculos XIII e XIV na Colina Doit, que se pensa ter sido a residência de Oguedai Cã.